# Nathan Leroy Strong

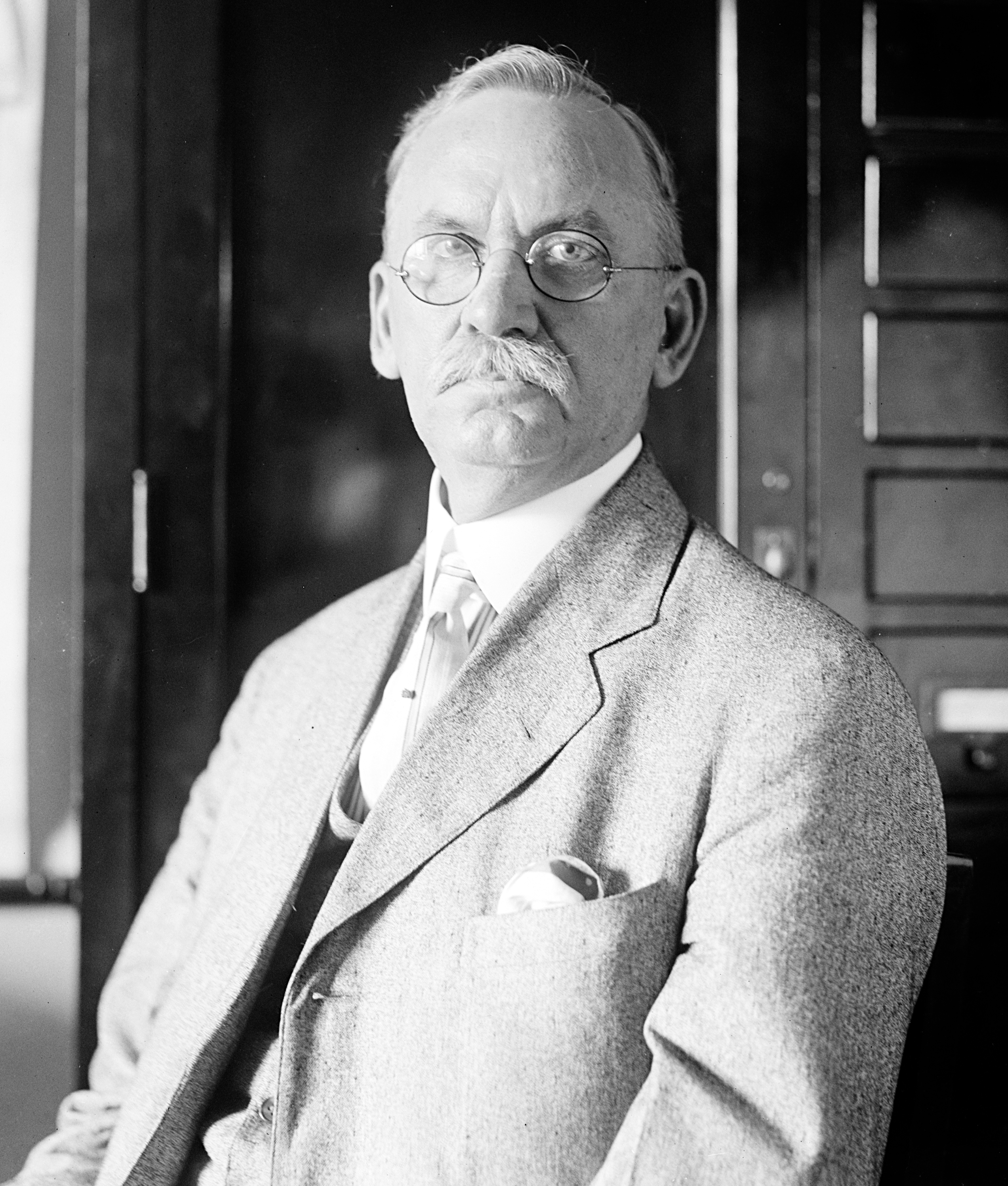
Nathan Leroy Strong (1921)

Nathan Leroy Strong (* 12. November 1859 in Troy, Jefferson County, Pennsylvania; † 14. Dezember 1939 in Brookville, Pennsylvania) war ein US-amerikanischer Politiker. Zwischen 1917 und 1935 vertrat er den Bundesstaat Pennsylvania im US-Repräsentantenhaus.

## Werdegang
Nathan Strong besuchte die öffentlichen Schulen seiner Heimat. Danach war er von 1877 bis 1894 im Telegraphendienst sowie für die Eisenbahn als Railroad Agent tätig. Nach einem Jurastudium und seiner 1891 erfolgten Zulassung als Rechtsanwalt begann er ab 1893 in Brookville in diesem Beruf zu arbeiten. Zwischen 1895 und 1900 amtierte er als Bezirksstaatsanwalt im Jefferson County. Von 1901 bis 1916 war er an der Landerschließung im Jefferson und im Armstrong County beteiligt. Er stieg sowohl in das Bergbaugeschäft als auch in das Bankengewerbe ein und wurde Präsident der Firma Mohawk Mining Co. Politisch wurde er Mitglied der Republikanischen Partei.
Bei den Kongresswahlen des Jahres 1916 wurde Strong im 27. Wahlbezirk von Pennsylvania in das US-Repräsentantenhaus in Washington, D.C. gewählt, wo er am 4. März 1917 die Nachfolge von Solomon Taylor North antrat. Nach acht Wiederwahlen konnte er bis zum 3. Januar 1935 neun Legislaturperioden im Kongress absolvieren. In seine Zeit im Kongress fiel der Erste Weltkrieg. Außerdem wurden in den Jahren 1919 und 1920 der 18. und der 19. Verfassungszusatz ratifiziert. Dabei ging es um das Verbot des Handels mit alkoholischen Getränken sowie die bundesweite Einführung des Frauenwahlrechts. Der 18. Verfassungszusatz wurde 1933 durch den 21. Zusatzartikel wieder aufgehoben. In Strongs Zeit als Kongressabgeordneter fiel auch die Weltwirtschaftskrise. Seit 1933 wurden die ersten New-Deal-Gesetze der Roosevelt-Regierung verabschiedet, denen seine Partei eher ablehnend gegenüberstand. 1935 wurden erstmals die Bestimmungen des 20. Verfassungszusatzes angewendet, wonach die Legislaturperiode des Kongresses jeweils am 3. Januar endet bzw. beginnt.
Im Jahr 1934 wurde Nathan Strong nicht wiedergewählt. Nach dem Ende seiner Zeit im US-Repräsentantenhaus nahm er seine früheren Tätigkeiten wieder auf. Er starb am 14. Dezember 1939 in Brookville, wo er auch beigesetzt wurde.